# Zdzisław Kułakowski
Zdzisław Kułakowski (ur. 1 października 1846 w Radomiu, zm. 1 października 1912 w Łodzi) – polski geometra przysięgły, łódzki dziennikarz, działacz społeczny.

## Życiorys
Syn Ignacego, inżyniera powiatu kozienickiego i Magdaleny z Kałuskich. 
Po ukończeniu gimnazjum realnego w Radomiu studiował w Szkole Głównej w Warszawie, a po jej zamknięciu w 1869 r. na Cesarskim Uniwersytecie Warszawskim.
Uczestniczył w powstaniu styczniowym.
W 1877 r. uzyskał stopień geometry, po czym przybył do Łodzi i podjął pracę jako geometra przysięgły. 
Równocześnie z pracą zawodową geometry pisał w łódzkich gazetach artykuły na tematy aktualne. Został członkiem redakcji „Dziennika Łódzkiego”. Oficjalnie jako wydawca wszędzie figurował inżynier Stefan Kossuth, ale faktycznie Kułakowski kierował gazetą, nominalnie pełnił obowiązki redaktora odpowiedzialnego w latach 1884—1886. 1 maja 1886 r. wycofał się z redakcji gazety. 
Od 1897 r. był współpracownikiem „Rozwoju”.
W 1910 r. pełnił funkcję członka zarządu, a w latach 1911—1912 sekretarza Stowarzyszenia Śpiewaczego „Lutnia” w Łodzi.
Zmarł w Łodzi 1 października 1912 r., pochowany na Starym Cmentarzu w Łodzi przy ul. Ogrodowej w części katolickiej.